# Andrzej Przewoźnik

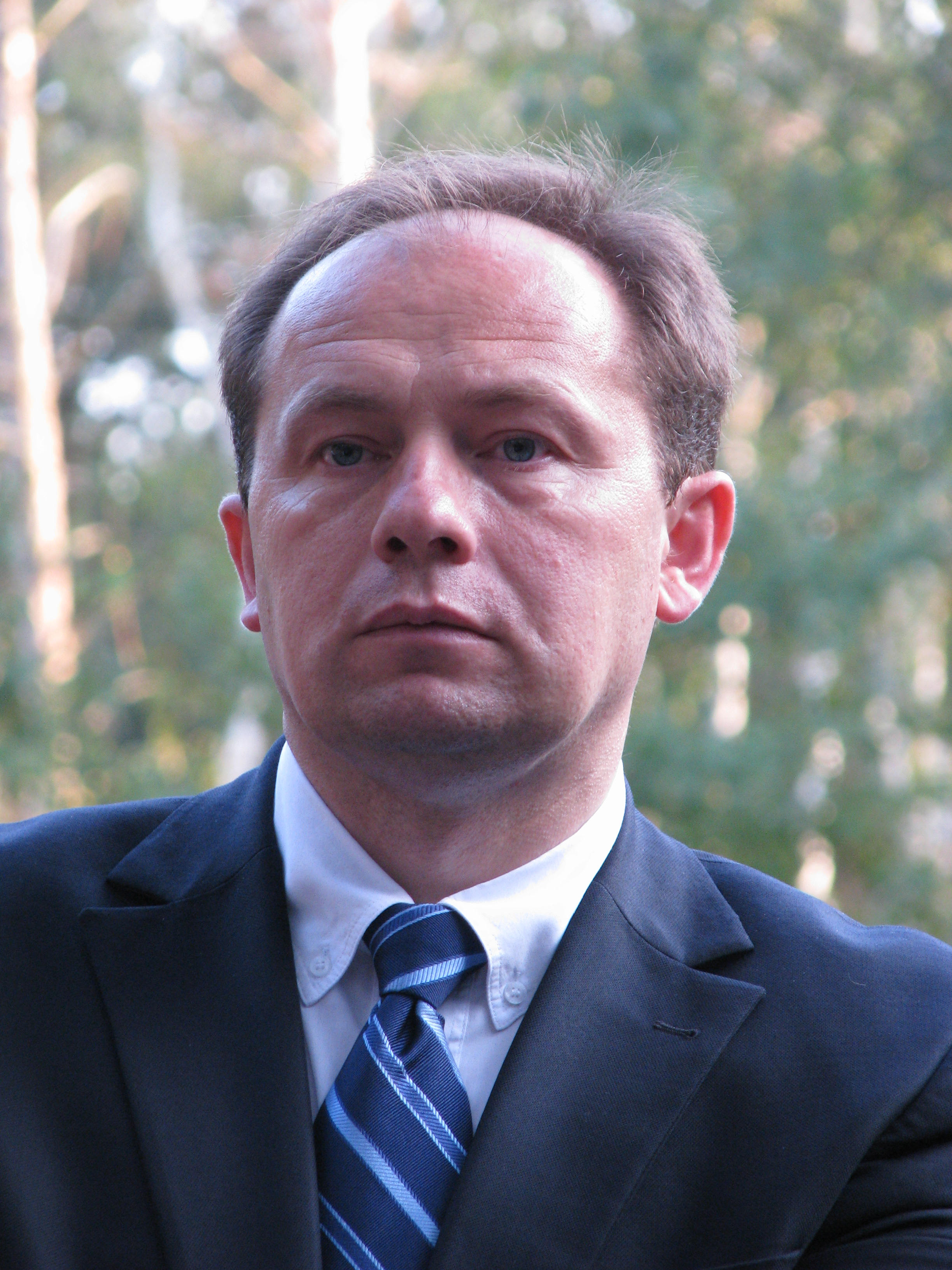
Andrzej Przewoźnik

Andrzej Jan Przewoźnik (13 mei 1963 - Pechersk bij 
Smolensk, 10 april 2010) was een Poolse geschiedkundige.
Przewoźnik studeerde geschiedenis aan de Jagiellonische Universiteit te Krakau en volgde later een postacademische opleiding aan de Academie van Landsverdediging (Pools: Akademia Obrony Narodowej).
Van 1 september 1992 tot aan zijn overlijden was hij secretaris-generaal van de Poolse Raad voor de bescherming van strijd- en martelaarslocaties (Pools: Rada Ochrony Pamięci Walk i Męczeństwa). Verder was hij onder meer redacteur van het geschiedkundige tijdschrift Niepodległości.
Bij een kansrijke poging directeur van het Poolse Instituut voor Nationale Herinnering (Pools: Instytut Pamięci Narodowej, IPN) te worden, werd Przewoźnik op grond van opgedoken stukken ervan beschuldigd ten tijde van de communistische dictatuur medewerker van de geheime politie (de Służba Bezpieczeństwa) te zijn geweest. Alhoewel de rechter oordeelde dat de stukken daarvoor geen bewijs leverden, ging de benoeming toch aan zijn neus voorbij en werd collega-historicus Janusz Kurtyka directeur.
Evenals laatstgenoemde kwam Andrzej Przewoźnik - op 46-jarige leeftijd - om het leven bij de vliegramp van Smolensk. Zij behoorden tot de 96 inzittenden van het Poolse regeringstoestel dat ter herdenking van het bloedbad van Katyn op weg was naar Rusland en waarbij allen bij de mislukte landing in de buurt van Smolensk de dood vonden.